# 王玉娣
王玉娣（1946年11月—），女，江苏泰州人，中华人民共和国政治人物，曾任浙江省物产集团公司董事长、党委书记，浙江省政协副主席。